# Copie carbone

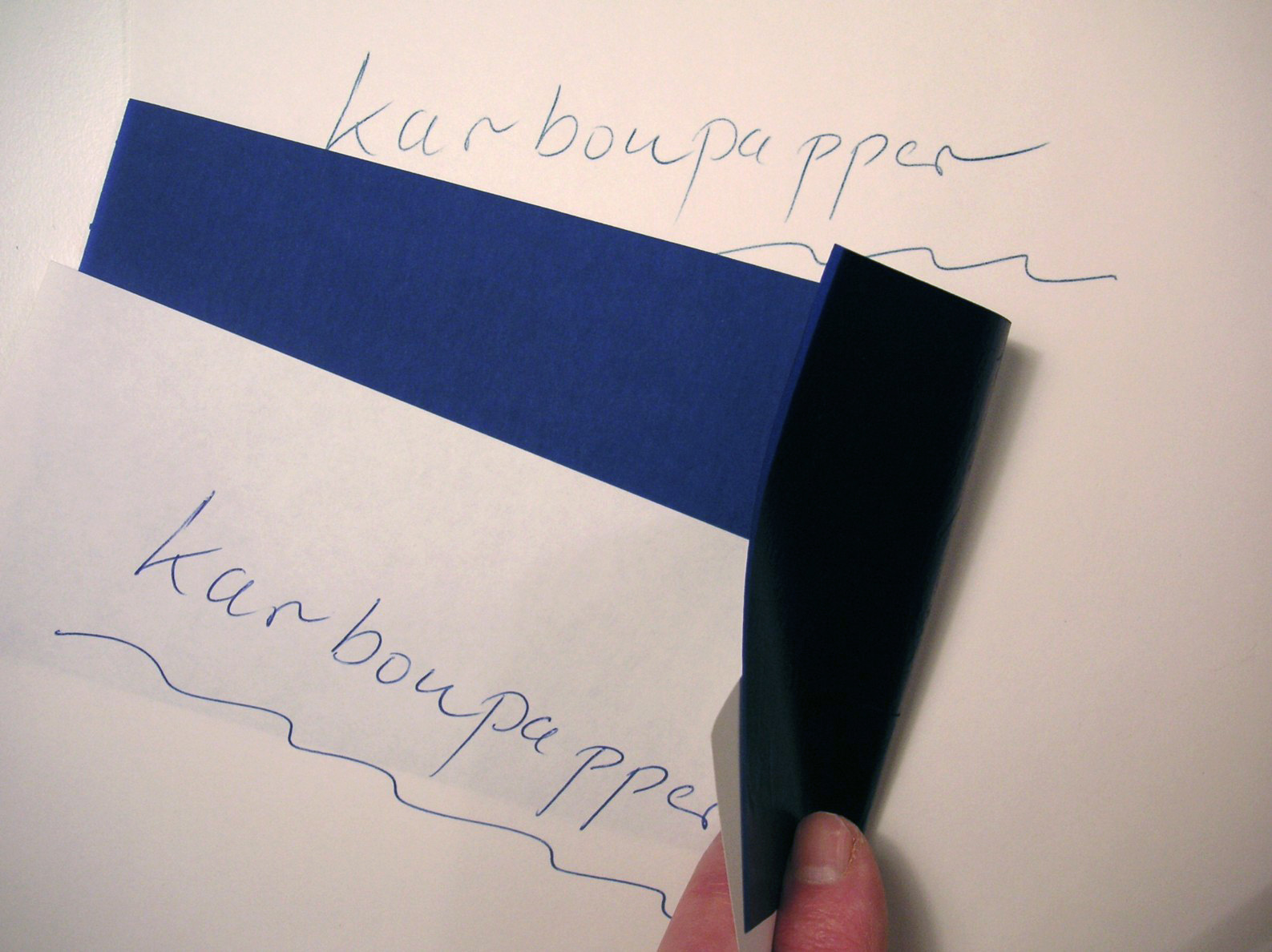
Un exemple d'utilisation de papier carbone

La copie carbone (carbon copy en anglais, abrégé c.c. en français et en anglais) était à l'origine une méthode utilisant du papier carbone pour produire simultanément une ou plusieurs copies d'un document.
Sur une machine à écrire, ceci peut être réalisé en plaçant simplement des feuilles en papier carbone entre deux feuilles ou plus de papier ordinaire dans la machine. De cette manière, tout ce qui était écrit sur la feuille de devant était copié sur les autres feuilles. Cette technique peut aussi s'appliquer à des manuscrits.
Cette pratique a presque disparu avec l'invention de la photocopie et autres procédés électroniques.

## Imprimantes
Les imprimantes matricielles et à marguerite sont aussi capables d'utiliser du papier carbone ou du papier auto-répliquant afin de produire des copies multiples d'un document en un seul passage, et la plupart des modèles proposent d'ajuster la puissance de l'impact, et l'espacement de la tête de manière à obtenir trois copies imprimées, en plus de l'original.
C'est la principale fonction de telles imprimantes de nos jours.
De plus, aligner et calibrer correctement le « sandwich » que forment toutes ces feuilles demande une attention ainsi qu'une adresse particulière et doit être fait manuellement dans la plupart des machines, ce qui nécessite aussi plus de temps et d'efforts.

## Réseaux sociaux
Sur les réseaux sociaux, l'abrégé cc suivi d'une mention à un utilisateur permet de signaler à cet utilisateur que le tweet en question le concerne de loin ou de près.

## Courriel
L'emploi du terme CC a été renouvelé avec la croissance de l'Internet, proposant quelque chose d'assez similaire, bien que la façon de faire ait changé.
Pour le courrier électronique, l'abréviation CC (pour Copie Carbone) désigne l'envoi d'un message en tant que « copie conforme » ; c'est-à-dire qu'il n'est pas prévu que le destinataire réponde ou soit concerné directement. Souvent, on utilise CC pour avertir une entité de supervision.
Contrairement aux idées reçues, CC ne doit pas être employé lorsque l'on veut écrire à plusieurs personnes, du moins pas particulièrement. Il est tout à fait légitime de remplir le champ « Pour : » ou « À : » avec plusieurs adresses.
Les destinataires CC sont visibles pour tous les destinataires, et ceci n'est pas forcément souhaitable suivant la situation. Un champ alternatif, CCI (Copie Carbone Invisible), est disponible pour une notification cachée ou discrète. Dans l'usage courant,  le champ « Pour : » est prévu pour les destinataires principaux et concernés par le message, le champ CC est destiné aux autres destinataires que l'on souhaite informer du message, et le champ CCI est utilisé pour informer d'autres destinataires plus discrètement.